# 上海中华印刷博物馆
上海中华印刷博物馆曾用名中华印刷展示馆（英語：Zhonghua Printing Museum），位于上海市青浦区汇金路889号，是一座展示印刷技术的专业展馆。

## 历史
上海中华印刷博物馆是由上海印刷（集团）有限公司下属上海中华印刷有限公司连同商务印书馆下属上海印刷有限公司共同筹建的，于2009年6月18日开馆，起初名為中华印刷展示馆。展馆总面积1500平方米，共有七个部分，分别为序厅、印刷知识馆、发展历程馆、企业文化馆、技术质量馆、生产设备馆、现代产品馆。展出有上千照片和实物，简要介绍了制版、印刷及装订技术、设备、工艺特点等技术。此外，还详细说明了中国古代的雕版印刷技术和活字印刷术的起源与发展，并且对商务印书馆、中华书局及印刷所的历史作了介绍。

## 交通
- 公共交通：从青浦汽车站出发，乘公交4、5、7路到上海印刷（集团）有限公司青浦基地。